# 통가 체육 협회 국가 올림픽 위원회
통가 체육 협회 국가 올림픽 위원회(영어: Tonga Sports Association and National Olympic Committee)는 통가를 대표하는 국가 올림픽 위원회이다. IOC 코드는 TGA이다. 본부는 누쿠알로파에 있으며 오세아니아 국가 올림픽 위원회에 소속되어 있다.
1963년에 설립되었으며 1984년에 국제 올림픽 위원회의 승인을 받았다. 올림픽, 퍼시픽 게임, 코먼웰스 게임을 비롯한 국제 스포츠 대회에 참가하는 통가의 선수들을 대표한다.

## 같이 보기
- 올림픽 통가 선수단